# Arena Independência
El Arena Independência conocido anteriormente como Estadio Raimundo Sampaio es un estadio de fútbol ubicado en la ciudad de Belo Horizonte, capital del estado de Minas Gerais en Brasil. El recinto fue inaugurado en 1950 para ser una de las sedes de la Copa Mundial de Fútbol de 1950 celebrada en Brasil. Inicialmente, su capacidad era de 30.000 personas, pero después de la reconstrucción entre 2010 y 2012, la capacidad se redujo a aproximadamente 23 000 personas. 
Este estadio se alza sobre el terreno donde se encontraba el antiguo Estadio Raimundo Sampaio, el cual era propiedad del desaparecido Sete de Setembro Futebol Clube y cuyo nombre fue un homenaje a un expresidente de dicha institución. Tras la fusión del Sete de Setembro con el América Futebol Clube en 1997, el estadio pasó a ser propiedad de este último club, pero ha sido arrendado al gobierno del estado de Minas Gerais durante 20 años, como contrapartida a la inyección de recursos públicos para demoler el antiguo estadio y construir el nuevo. Finalmente, en 2012 el recinto fue reinaugurado y rebautizado como Arena Independência, en honor a la fecha de declaración de la Independencia del Brasil, la cual a su vez le daba nombre a su antiguo club propietario: 7 de septiembre de 1822.
El Arena Independência es el segundo estadio más importante de Belo Horizonte, solo por detrás del Estadio Mineirão. Tras haber sido adquirido por el América y arrendado al Gobierno de Minas Gerais por 20 años, esta última condición permitió que además del América, en este campo de juego oficie también de local el Clube Atlético Mineiro. Tras la inauguración en 2023 del Arena MRV, el Independência pasó a ser de uso exclusivo del América.
Este estadio se encuentra en el terreno delimitado por las calles Ismênia Tunes, Alexandre Tourinho, Pitangui y Santa Clara, en el barrio Horto de Belo Horizonte.

## Eventos más importantes

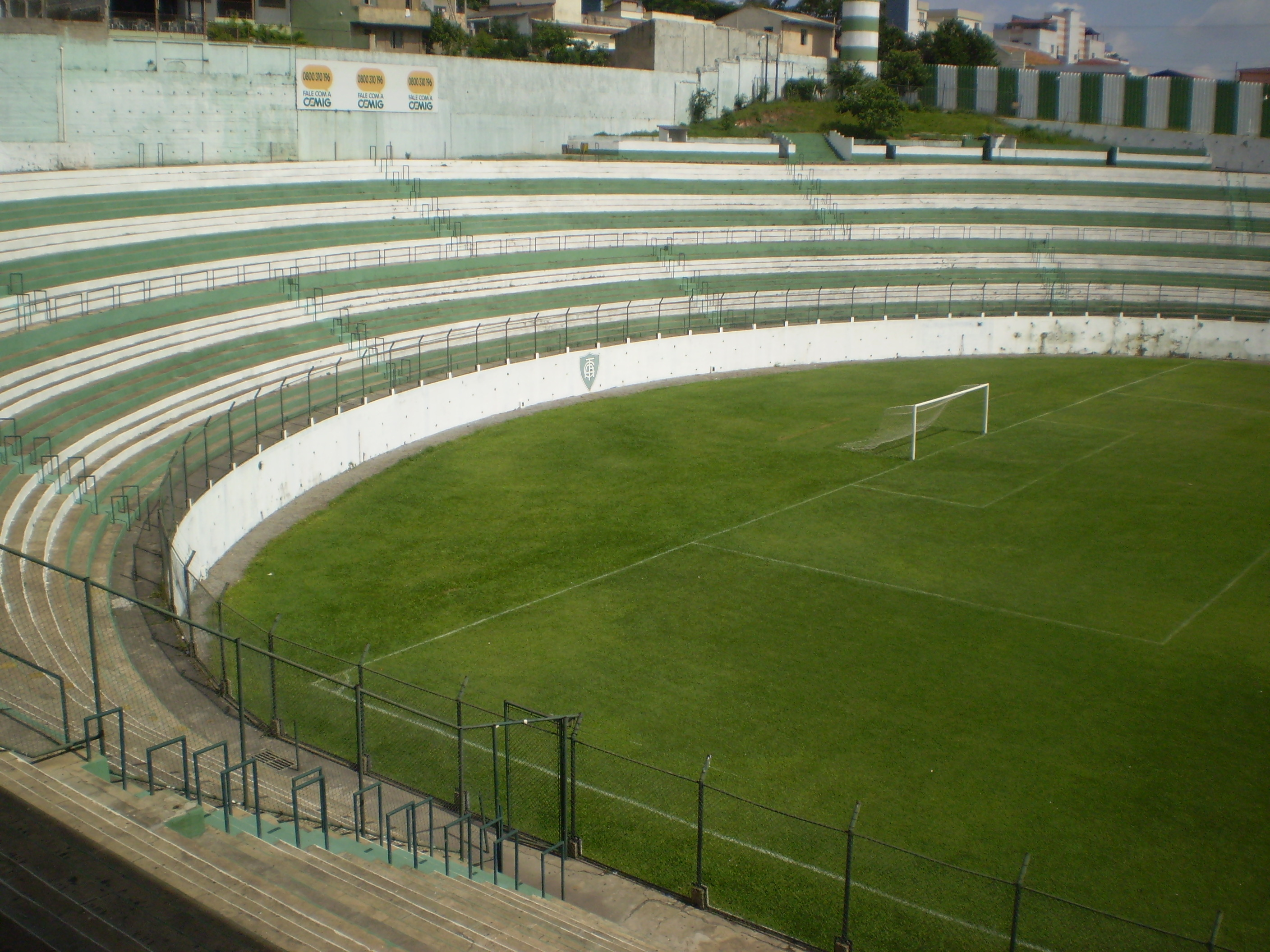
Antiguo estadio demolido en 2010.

### Copa Mundial de Fútbol de 1950
- Se disputaron solo tres partidos correspondientes a la primera ronda de la Copa Mundial de Fútbol de 1950.
El histórico triunfo de Estados Unidos sobre Inglaterra ocurrido en este estadio sirvió de inspiración para el cineasta David Anspaugh para el rodaje de la película "The Game of Their Lives" (en español: El partido de sus vidas) realizada el 2005.

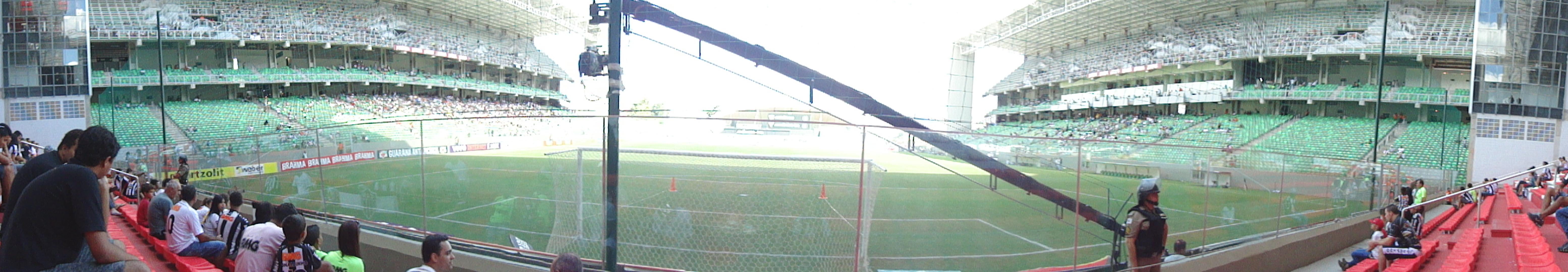
Panorámica del estadio.

| Fecha               | Selección #1   | Resultado | Selección #2 | Ronda                 | Espectadores |
| ------------------- | -------------- | --------- | ------------ | --------------------- | ------------ |
| 25 de junio de 1950 | Yugoslavia     | 3 - 0     | Suiza        | Primera fase, Grupo 1 | 7336         |
| 29 de junio de 1950 | Estados Unidos | 1 - 0     | Inglaterra   | Primera fase, Grupo 2 | 10 151       |
| 2 de junio de 1950  | Uruguay        | 8 - 0     | Bolivia      | Primera fase, Grupo 4 | 5284         |